# Памятник героям-морякам-балтийцам

Фронтальный вид

Памятник «Героям-морякам-балтийцам» посвящён героям-морякам Балтийского морского пароходства, участвовавшим в обороне Ленинграда и прорыве морской блокады города.
Другое название памятника — «Героям-морякам Балтийского морского пароходства и Ленинградского порта».
Памятник находится на Гутуевском острове в Санкт-Петербурге, расположен напротив здания администрации Балтийского морского пароходства. Адрес здания: Межевой канал, дом 5.
Работы по установке памятника были начаты в 1987 году, а торжественное открытие состоялось 22 июня 1989 года, в памятный день начала Великой Отечественной войны. Над памятником работали скульптор Я. Я. Нейман и архитекторы В. Д. Кирхоглани и В. М. Липовский.
На памятнике перечислены те суда, в память о гибели моряков которых он установлен.
В памятные даты блокады и Великой Отечественной войны, а также 29 августа, в день Таллинского прорыва, к памятнику торжественно возлагаются цветы, проводит торжественно-траурный митинг с участием представителей районных и городских властей и ветеранских организаций Балтийского морского пароходства.

## Описание памятника
Памятник представляет собой выполненную из бронзы скульптурную полноростовую композицию из двух фигур моряков, один из которых поддерживает другого, раненого. Второй рукой моряк, поддерживающий товарища, поднимает вверх знамя. Скульптуры расположены на основании в виде палуб и рубок кораблей Балтийского флота.
Памятник помещён на искусственно сделанный холм, по которому к монументу ведут гранитные ступени, а у основания лежат два морских якоря. Полная высота монумента 6,5 метра, высота фигур моряков 3,5 метра.
На основании памятника выбит следующий текст:
«Героям-морякам Балтийского морского пароходства и Ленинградского порта 1941—1945. Экипажам погибших судов „Вторая пятилетка“, „Луначарский“, „Луга“, „Ярвамаа“, „Мар-Дус“, „Хильда“, „Скрунда-Леена“, „Холланд“, „Выборг“, „Балхаш“, „Трувор“, „Сибирь“, „Тобол“, „Октябрь“, „Эргонаутис“, „Аксель Карл“, „Тасуя“, „Кумари“, „Найссар“, „Мееро“, „Люцерна“, „Алев“».
На другой стороне памятника находится ещё одна надпись:
«Экипажам интернированных судов 1941—1945. „Андрей Жданов“, „Иосиф Сталин“, „Атис Кронвальдис“, „Бартава“, „Кришьянис Вальдемарс", "Элла“, „Аусма“, „Иманта“, „Вирония“, „Астра“, „Аэгна“, „Кримулда“, „Колпакс“, „Атта“, „Амга“, „Кери“, „Вайндло“, „Виире“, „Густав-Виениба“, „Эвери-Га“, „Скауте“, „Сигулда“, „Расма“, „Эверита“, „Эстиран“, „Гайсма“, „Полерно“, „Лина“, „Марс“, „Мариам Поль“, „Кретинга“, „Утена“, „Шауляй“, „Гамма“, „И. Папанин“, „Ален“»